# Bregenzerwald
Le Bregenzerwald (littéralement Forêt de Brégence) est une des principales régions du Land du Vorarlberg en Autriche, et plus précisément une partie du district de Brégence. Elle rassemblait 31 959 habitants au 21 décembre 2020.
Le site a été proposé en 1994 pour inscription au patrimoine mondial et figure sur la « liste indicative » de l’UNESCO dans la catégorie patrimoine culturel.

## Géographie
Le Bregenzerwald est traversé par le Bregenzer Ach qui se jette dans le lac de Constance. Les habitants eux-mêmes y distinguent souvent deux régions : le Vorderwald et le Hinterwald. Le Vorderwald, avec ses collines et basses montagnes, est proche de la vallée du Rhin. Le Hinterwald possède les plus hautes montagnes, avec des altitudes au-delà de 2 000 mètres. Chacune des deux régions a ses propres variations dialectales. Il est recouvert par les massifs du Bregenzerwald, de Lechquellen et des Alpes d'Allgäu.

## Réserves naturelles
Le parc naturel de Nagelfluhkette est le premier parc naturel transfrontalier entre l'Allemagne et l'Autriche et constitue donc un projet pilote international. D'une superficie de 15 410 ha, il inclut six communes de Bavière et huit du Vorarlberg et est un trait d'union entre l'Allgäu et le Bregenzerwald. Le Nagelfluh est un conglomérat de roches rondes qui ont été comprimées pendant 25 millions d'années.
La réserve de biosphère de la Großes Walsertal couvre 19 231 ha. Elle dépend de l'UNESCO depuis novembre 2000 et est la première réserve de biosphère du Vorarlberg. Elle s'efforce de promouvoir une économie et un tourisme durables dans la région et offre une plateforme de discussion sur la durabilité, la société et la politique. Sur les quelque 180 exploitations agricoles de la réserve, environ 42 % sont des exploitations biologiques.

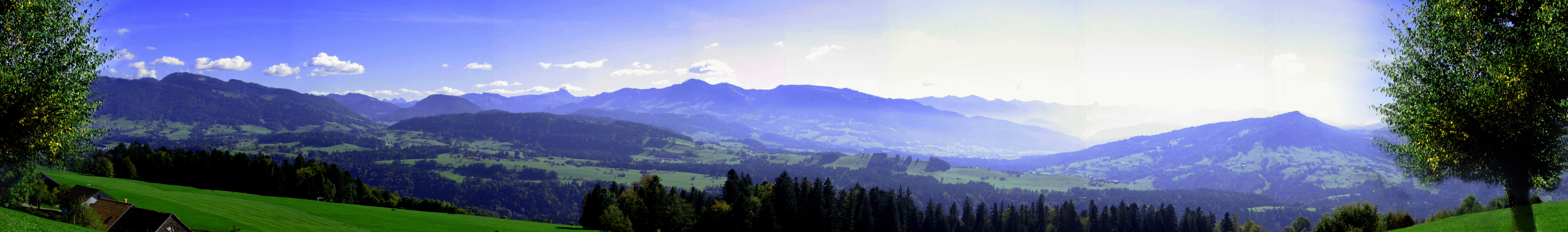
Vue de Doren dans le Vorderwald.

## Activités

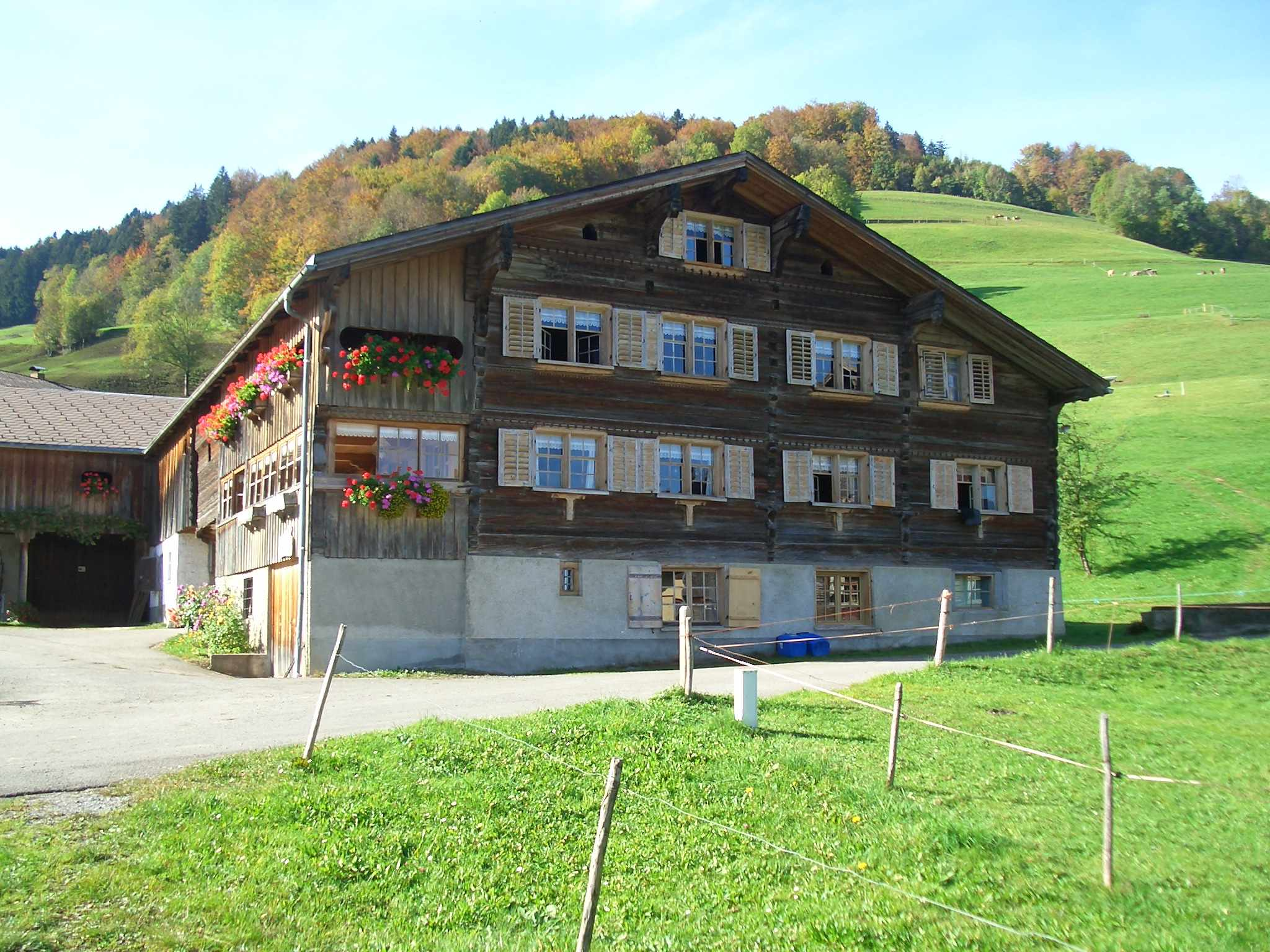
Une maison traditionnelle de Schwarzenberg.

La capitale régionale du Bregenzerwald est Bezau.
Les activités principales sont le tourisme et l'agriculture, cette dernière déclinant rapidement en raison de la large variété d'offres d'emploi dans la vallée du Rhin.
Le Bregenzerwald est connu pour ses stations de sports d'hiver, comme le domaine skiable Damüls Mellau, le festival Schubertiade de la chanson à Schwarzenberg ou encore le FAQ Bregenzerwald. La nature, les traditions et l'hospitalité sont le fer de lance de la région.

### La route du fromage (Käsestrasse)
L'élevage est aussi une activité importante. La « route du Fromage » (Käsestrasse) de la forêt de Bregenz n’est pas une route au sens propre du terme. C’est plutôt l’association d’experts de plusieurs disciplines : agriculteurs, éleveurs, fabricants de fromages, restaurateurs… Elle existe depuis plus de 15 ans, comprend 24 villages et compte plus de 160 membres. Ceux-ci organisent tout au long de l’année des manifestations, invitent à des dégustations et introduisent les visiteurs dans l’art de la production fromagère. Les étapes de la route du Fromage sont, outre les auberges et fromageries, par exemple la cave à Fromages à Lingenau, dans laquelle des milliers de fromages viennent à maturité, l’école du Fromage à Egg, où un cours intensif permet en peu de temps d’apprendre à faire son propre fromage frais. Les troupeaux paissaient dans les alpages entre 600 et 1 400 m d’altitude en suivant la transhumance alpine (Dreistufenwirtschaft). En hiver, le lait est produit sans ensilage, les vaches ne se nourrissant que de foin. C’est là une des particularités des produits de la route du fromage.  

### Umgang Bregenzerwald – 12 balades villageoises
Les chemins du « Umgang » révèlent les configurations typiques des villages au fil des siècles. Elles se reflètent dans les paysages, sur les maisons, les bâtiments publics et constructions utilitaires, tout comme dans les outils de la vie quotidienne. Le « Umgang » à l’échelle villageoise permet de découvrir la relation à ces configurations qui caractérisent le Bregenzerwald. Les 12 balades villageoises – entre 1 heure 30 et 4 heures de marche – sillonnent à travers Au, Schoppernau, Mellau, Bizau, Bezau-Reuthe, Andelsbuch, Schwarzenberg, Egg, Lingenau, Langenegg, Hittisau et Krumbach. Sur chacun des chemins, quelque 10 bornes d’information attirent l’attention sur une bâtisse, une particularité du paysage, des singularités artisanales ou écologiques, créations artistiques, culinaires ou touristiques. Le détail de chacun des objets se trouve dans une brochure d’accompagnement.

### Randonnées sur «Min Weag»
« Min Weag » vient du dialecte vorarlbergois et veut dire « Mon chemin ». C’est un long parcours circulaire de 400 km dans les six régions du Vorarlberg qui comprend 31 étapes à travers des espaces culturels et naturels divers. Les profils vont des doux paysages de collines du Bregenzerwald jusqu’au-dessus de la limite des arbres des montagnes de Silvretta ou du Rätikon. Sur le sentier on peut s’informer sur l’histoire, la géologie et la vie quotidienne des habitants du Vorarlberg.

### Musées

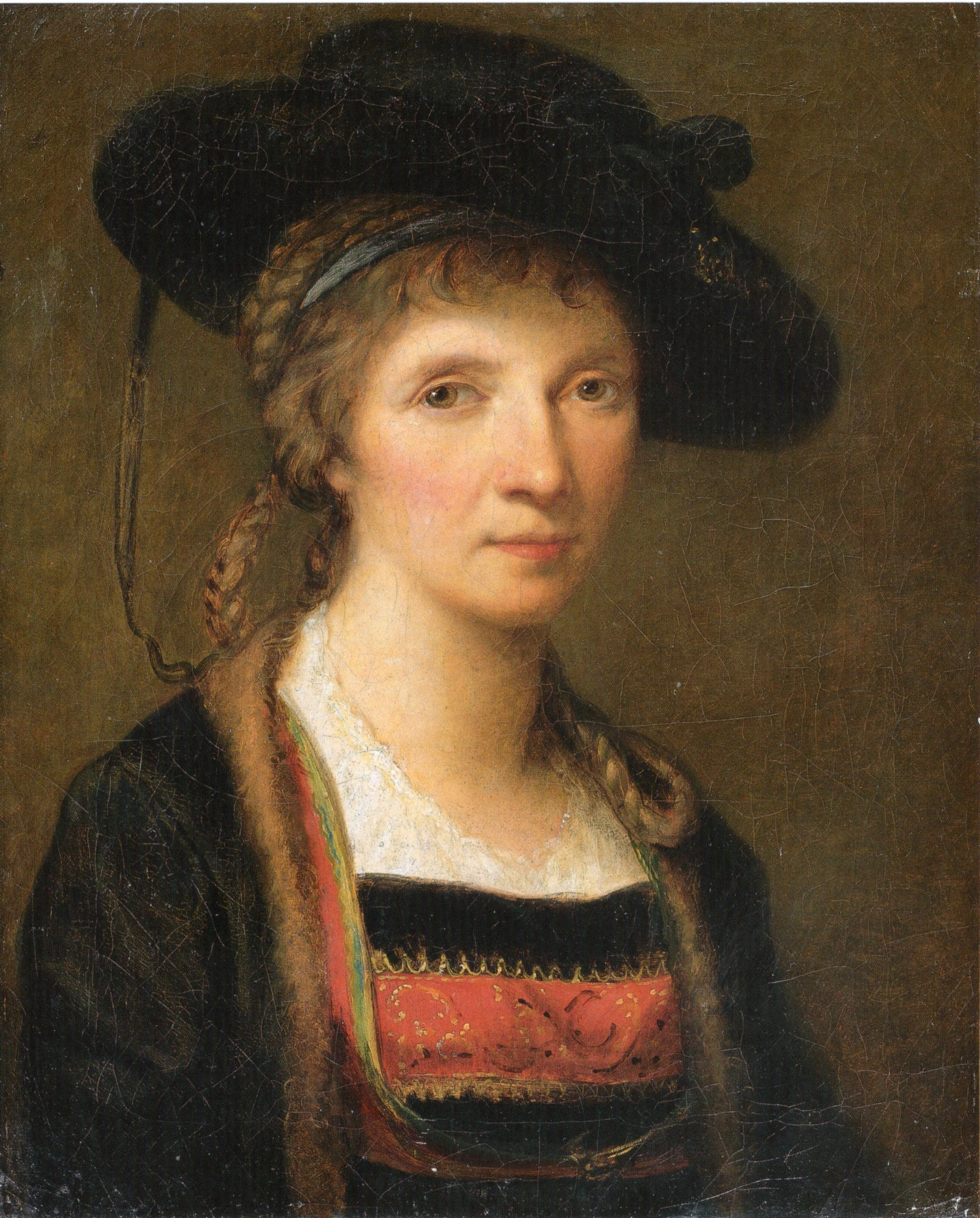
Autoportrait en costume traditionnel de Bregenzerwald
Angelica Kauffmann, 1781
Musée d'art populaire tyrolien, Innsbruck.

Le chemin de fer du Bregenzerwaldbahn (Chemin de fer du Bregenzerwald) est une autre attraction du Bregenzerwald. Il s'agit d'un train-musée qui circule sur un reste de chemin de fer à voie étroite encore conservé. De 1902 à 1983, le Wälderbähnle a parcouru les 35,5 km de la ligne Bregenz - Bezau. Jusqu'en octobre 2004, il était possible de parcourir 6,1 km, mais un tronçon a dû céder la place à la construction d'une route, ce qui ne laisse plus qu'un trajet de 5 km.
Depuis 2000, une ville du Bregenzerwald, abrite le seul musée des femmes d'Autriche, le Musée des femmes de Hittisau, consacré à la création culturelle et au cadre de vie des femmes. La particularité de ce musée des femmes réside dans la médiation personnelle : vingt femmes de la région, de divers horizons sociaux et âges (entre 16 et 87 ans), réfléchissent de façon approfondie aux thèmes d’exposition, se forgent une opinion personnelle, avec l’aide de la directrice du musée et de professionnels, afin d’entrer en contact de façon authentique avec les visiteurs. Ce contact avec les accompagnatrices du musée fait partie intégrante de son concept d’exposition. Le musée a reçu le prix autrichien du musée en 2017.
Un autre musée marquant du Bregenzerwald est le musée Angelica Kauffmann à Schwarzenberg. Il est consacré à la peintre Angelica Kauffmann qui Elle était une pionnière, une individualiste, une artiste mondaine d'envergure internationale. C'était une femme dont l'atelier était fréquenté par le monde de l'art.Son père, Johann Joseph Kauffmann, était issu d'une famille peu fortunée de Schwarzenberg. Le peintre d'art et d'église initia très tôt Angelica, née en 1741, à la technique de la peinture. Dès l'âge de 16 ans, la jeune fille reçut ses premières commandes de portraits et de fresques. Les fresques des apôtres dans l'église baroque de Schwarzenberg datent de cette époque. Pendant ses années de formation en Italie, elle devint membre d'honneur des académies de Bologne et de Florence, et finalement même de l'Accademia di San Luca à Rome. Son séjour en Angleterre de 1766 à 1781 marque un autre point culminant de son estime internationale. Bien qu'étrangère, bien que femme : Angelica Kauffmann était membre fondateur et premier membre féminin de la Royal Academy of Arts. Ce musée qui lui est consacré à musée a reçu le label de qualité des musées autrichiens.

## Communes

Communes du Bregenzerwald au sein du Vorarlberg

- Vorderer Bregenzerwald (en rouge) :

1. Alberschwende
2. Doren
3. Sulzberg
4. Langenegg
5. Krumbach
6. Riefensberg
7. Lingenau
8. Hittisau
9. Sibratsgfäll

- Hinterer Bregenzerwald (en bleu) :

1. Egg
2. Andelsbuch
3. Schwarzenberg
4. Bezau
5. Reuthe
6. Bizau
7. Mellau
8. Schnepfau
9. Au
10. Damüls
11. Schoppernau
12. Schröcken
13. Warth

## Culture

### BUS:STOP Krumbach

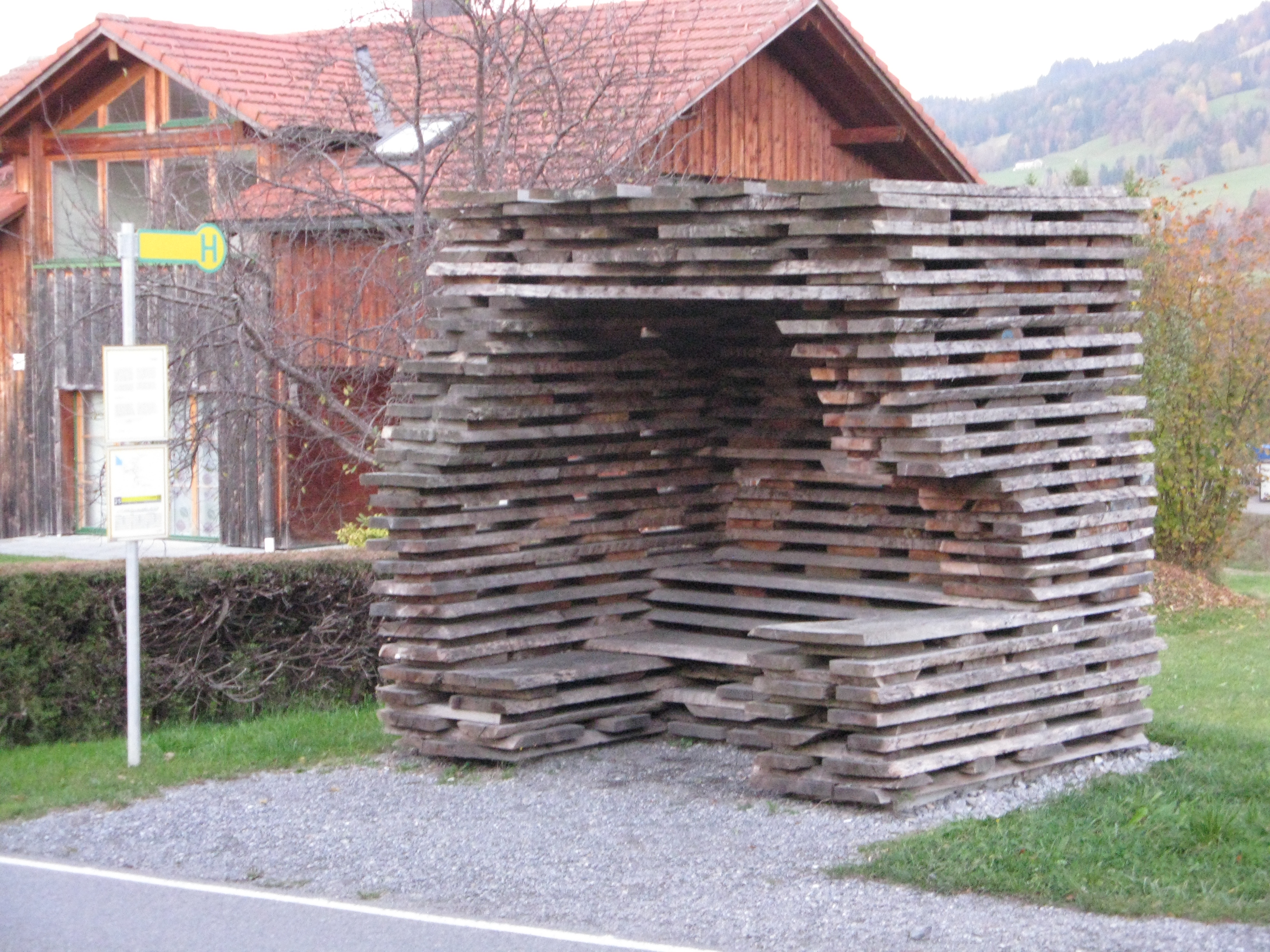
Arrêt de bus Unterkrumbach Nord.

En 2010, un projet d’architecture, BUS:STOP Krumbach, pour sept arrêts du bus régional a été réalisé. C’était une collaboration des architectes internationaux avec des artisans locaux. Le résultat est des arrêts de bus exprimant la culture de la région dans uns un monument d’art.

### FAQ Bregenzerwald
Le FAQ Bregenzerwald est un forum social à caractère festivalier. Sur différents sites de la région sont proposées des conférences, des discussions, des lectures, des concerts, des promenades guidées et des expériences culinaires sur 4 à 6 jours selon les éditions. Les sujets centraux définis par les créateurs du festival, sont des questions fréquemment posées (FAQ), des questions de société déjà posée dans le passé, des questions sur le futur et des questions très actuelles.
Le FAQ Bregenzwald n'est pas seulement un forum mais c'est aussi un festival, des programmes musicaux variés sont mis en place : Mavi Phoenix, Zanshin, Schmieds Puls, Lùisa, Grandbrothers, Mynth, et des chefs renommés cuisinent lors des évènements : Milena Broger, Felix Schellhorn, Lukas Mraz, Philipp Rachinger.

## Architecture

### Guilde d'Au (période baroque)
La guilde d'Au (Auer Zunft) a été fondée à Au par Michael Beer en 1651. Il s'agit d'une association de bâtisseurs, de sculpteurs et de charpentiers. À Au-Schoppernau, entre 1670 et 1700, plus de 90 % des ouvriers masculins étaient des bâtisseurs. Les maîtres bâtisseurs et les artisans de la forêt de Bregenz en particulier, mais aussi d'autres parties de l'actuel Vorarlberg, ont joué un rôle de premier plan dans la construction des 600 églises et monastères qui ont été construits dans le style baroque aux XVIIe et XVIIIe siècles. Les membres de la guilde d'Au ont reçu 60 % des plus de 700 contrats de construction majeurs attribués à des Vorarlbergais.
De nombreux membres importants de la guilde d'Au étaient issus des familles d'architectes Beer, Moosbrugger et Thumb.

### Bregenzerwälderhaus
Les maisons du Bregenzerwald, Bregenzerwälderhaus (en) présentent un intérêt particulier pour l'architecture historique de la forêt de Bregenz. Elles sont construites dans un style mixte pierre-bois et marquent le paysage. La Bregenzerwälderhaus réunit sous un même toit le bâtiment d'habitation, l'écurie et la grange. Les plus anciennes maisons de ce type ont été construites au XVe siècle. Dans le centre de Schwarzenberg se trouvent quelques maisons du Bregenzerwald bien conservées et relativement uniformes, toutes construites à peu près à la même époque, après le grand incendie de 1755.

### Architecture moderne et contemporaine
L'École du Vorarlberg (Neue Vorarlberger Bauschule) s'est transformée naturellement au cours de la seconde moitié du XXe siècle et a toujours fait appel à des artisans locaux pour sa construction. Avec une architecture typique du Vorarlberg, elle combine tradition et modernité : lignes claires, verre et bois local. Ce mélange harmonieux crée des contrastes intéressants comme dans les maisons à colombages. Le confort et la qualité de vie jouent un rôle central dans la conception de nouvelles maisons dans le Vorarlberg. Dans de nombreuses rénovations de maisons privées et de bâtiments publics, le bois local est privilégié, ce qui permet de minimiser la consommation d'énergie.

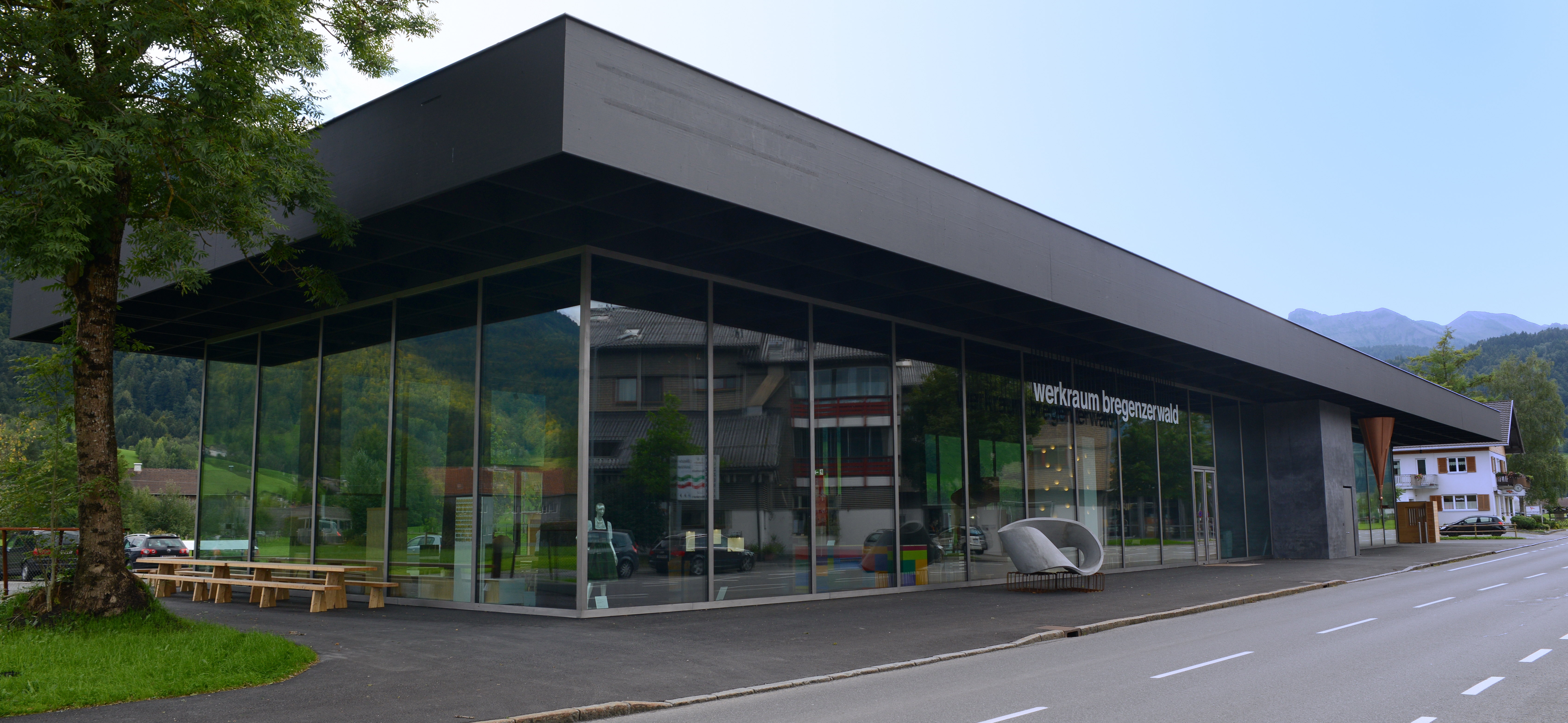
Le Werkraumhaus a été conçu par Peter Zumthor et a ouvert ses portes en 2015.

Les projets architecturaux primés les plus connus sont le Kunsthaus Bregenz, le Vorarlberg museum à Bregenz, le Michelehof Hard et l'hôtel Krone Hittisau.
Le Werkraum Bregenzerwald est une association d'artisans de la forêt de Bregenz fondée en 1999. Elle vise à mettre en réseau et à soutenir les entreprises artisanales, de design et technologiques de la région. Le lieu accessible au public sert à présenter l'artisanat, à promouvoir la culture de la construction en coopération avec les architectes et à développer les compétences en matière de design et la qualité de l'artisanat avec la participation privilégiée des jeunes. Le bâtiment de l'atelier a été conçu par Peter Zumthor. Le bâtiment a reçu le prix des constructeurs autrichiens (Österreichischer Bauherrenpreis) en 2014 et 2015.